# Fribourg-Gottéron
Fribourg-Gottéron (celým názvem: Hockey Club Fribourg-Gottéron) je švýcarský klub ledního hokeje, který sídlí ve městě Fribourg ve stejnojmenném kantonu. Založen byl v roce 1937 pod názvem HC Gottéron. Svůj poslední název nese od roku 1980. Od sezóny 1980/81 působí v National League, švýcarské nejvyšší soutěži ledního hokeje. Klubové barvy jsou modrá a bílá.
Své domácí zápasy odehrává v BCF Areně s kapacitou 6 800 diváků.

## Informace
Přízvisko "Gottéron" klub převzal na počest stejnojmenné řeky, která protéká v blízkosti Fribourgu. V minulosti za tým Fribourgu hrával například Vjačeslav Bykov, ale i další hvězdy. 
Tým se proslavil nejen svými výsledky na ledě (v sezoně 2012/13 skončil Fribourg druhý), ale také svými fanoušky, kteří umí udělat fantastickou atmosféru. Po vyhraném utkání si fanoušci Fribourgu a hráči zatančí tzv. "Kiwi Dance", který zaujal celý svět.
V roce 2012 Fribourg-Gottéron hrál také Spenglerův pohár, ve skupině byl druhý za Vítkovicemi a ve vyřazovacích bojích došel do semifinále.

## Historické názvy
Zdroj:
- 1937 – HC Gottéron (Hockey Club Gottéron)
- 1967 – HC Fribourg (Hockey Club Fribourg)
- 1980 – HC Fribourg-Gottéron (Hockey Club Fribourg-Gottéron)

## Přehled ligové účasti
Zdroj:
- 1953–1955: National League B (2. ligová úroveň ve Švýcarsku)
- 1955–1976: National League B West (2. ligová úroveň ve Švýcarsku)
- 1976–1978: 1. Liga (3. ligová úroveň ve Švýcarsku)
- 1978–1979: National League B (2. ligová úroveň ve Švýcarsku)
- 1979–1980: National League B West (2. ligová úroveň ve Švýcarsku)
- 1980– : National League (1. ligová úroveň ve Švýcarsku)

## Jednotlivé sezóny
| Švýcarsko (1992 – ) |                  |                                               |                               |
| Sezona              | Umístění v ZČ    | Play-off                                      | Češi                          |
| 1992/1993           | Stříbrná medaile | Finále Prohra s EHC Kloten 0 : 3              |                               |
| 1993/1994           | Zlatá medaile    | Finále Prohra s EHC Kloten 1 : 3              |                               |
| 1994/1995           | 5. místo         | Semifinále Prohra s EV Zug 0 : 3              |                               |
| 1995/1996           | 9. místo         | Ne                                            |                               |
| 1996/1997           | 4. místo         | Čtvrtfinále Prohra s HC Davos 0 : 3           |                               |
| 1997/1998           | Stříbrná medaile | Semifinále Prohra s HC Davos 1 : 4            |                               |
| 1998/1999           | 9. místo         | Ne                                            |                               |
| 1999/2000           | 8. místo         | Čtvrtfinále Prohra s HC Lugano 0 : 4          |                               |
| 2000/2001           | 8. místo         | Čtvrtfinále Prohra s HC Lugano 1 : 4          |                               |
| 2001/2002           | Bronzová medaile | Čtvrtfinále Prohra s EHC Kloten 1 : 4         |                               |
| 2002/2003           | 9. místo         | Ne                                            |                               |
| 2003/2004           | 8. místo         | Čtvrtfinále Prohra s HC Lugano 0 : 4          |                               |
| 2004/2005           | 10. místo        | Ne                                            |                               |
| 2005/2006           | 9. místo         | Ne                                            | Tomáš Kůrka, Lukáš Poživil    |
| 2006/2007           | 10. místo        | Ne                                            | Michal Grošek, Marek Pinc     |
| 2007/2008           | 8. místo         | Semifinále Prohra s HC Servette Ženeva 1 : 4  |                               |
| 2008/2009           | 7. místo         | Semifinále Prohra s HC Davos 3 : 4            |                               |
| 2009/2010           | 7. místo         | Čtvrtfinále Prohra s HC Servette Ženeva 3 : 4 |                               |
| 2010/2011           | 8. místo         | Čtvrtfinále Prohra s HC Davos 0 : 4           | Pavel Rosa                    |
| 2011/2012           | Bronzová medaile | Semifinále Prohra s SC Bern 1 : 4             | Pavel Rosa, Michal Barinka    |
| 2012/2013           | Zlatá medaile    | Finále Prohra s SC Bern 2 : 4                 | Pavel Rosa                    |
| 2013/2014           | Stříbrná medaile | Semifinále Prohra s EHC Kloten 2 : 4          |                               |
| 2014/2015           | 9. místo         | Ne                                            |                               |
| 2015/2016           | 6. místo         | Čtvrtfinále Prohra s HC Servette Ženeva 1 : 4 |                               |
| 2016/2017           | 11. místo        | Ne                                            | Roman Červenka, Michal Birner |
| 2017/2018           | 5. místo         | Čtvrtfinále Prohra s HC Lugano 1 : 4          | Roman Červenka, Michal Birner |
| 2018/2019           | 10. místo        | Ne                                            | Michal Birner, Lukáš Lhoták   |
| 2019/2020           | 7. místo         | play-off zrušeno kvůli pandemii covidu-19     | Lukáš Lhoták                  |
| 2020/2021           | Bronzová medaile | Čtvrtfinále Prohra s HC Servette Ženeva 1 : 4 |                               |
| 2021/2022           | Stříbrná medaile | Semifinále Prohra s ZSC Lions 0 : 4           |                               |
| 2022/2023           | 7. místo         | Předkolo Prohra s HC Lugano 0 : 2             |                               |
| 2023/2024           | Stříbrná medaile | Semifinále Prohra s Lausanne HC 1 : 4         |                               |
| 2024/2025           |                  |                                               | Dominik Binias                |

## Účast v mezinárodních pohárech
Zdroj:
Legenda: SP - Spenglerův pohár, EHP - Evropský hokejový pohár, EHL - Evropská hokejová liga, SSix - Super six, IIHFSup - IIHF Superpohár, VC - Victoria Cup, HLMI - Hokejová liga mistrů IIHF, ET - European Trophy, HLM - Hokejová Liga mistrů, KP – Kontinentální pohár
- SP 1992 – Základní skupina (5. místo)
- EHL 1998/1999 – Základní skupina E (4. místo)
- ET 2012 – Východní divize (7. místo)
- SP 2012 – Semifinále
- ET 2013 – Východní divize (6. místo)
- HLM 2014/2015 – Osmifinále
- HLM 2015/2016 – Základní skupina L (3. místo)
- HLM 2016/2017 – Semifinále